# Prêmio Robert L. Noble
O Prêmio Robert L. Noble (em inglês:  Robert L. Noble Prize é um prêmio anual concedido pelo Canadian Cancer Society, condecorando pesquisadores na área da investigação do câncer. É dotado com 2.000 dólares canadenses para o pesquisador e adicionalmente 20.000 dólares para aplicação em suas pesquisas (situação em 2011).
O prêmio é denominado em memória do pesquisador canadense Robert Laing Noble, que participou do descobrimento do medicamento anticancerígeno vimblastina na década de 1950.

## Recipientes
- 1994: Victor Ling
- 1995: Anthony Pawson
- 1996: Tak Wah Mak
- 1997: Alan Bernstein
- 1998: Frank L. Graham
- 1999: Janet Rossant
- 2000: John Dick
- 2001: Chris Bleackley
- 2002: Nahum Sonenberg
- 2003: Connie Eaves
- 2004: Robert Kerbel
- 2005: Susan Cole e Roger Deeley
- 2006: Carol Cass
- 2007: Richard Hill
- 2008: Mark Henkelman
- 2009: Brian Wilson
- 2010: Mitsu Ikura
- 2011: John Cameron Bell
- 2012: Michel Tremblay
- 2013: Shoukat Dedhar
- 2014: Rama Khokha e James T. Rutka
- 2016: Poul Sorensen
- 2017: Morag Park
- 2018: Pamela Ohashi
- 2019: Jerry Pelletier